# Interferon beta-1b
Interferon beta-1b (prodávaný pod obchodními názvy Betaferon, Betaseron (severní Amerika) a Extavia) je lék ze skupiny interferonů, který se používá k léčbě relaps-remitentní (RR) a sekundárně progresivní formy roztroušené sklerózy (RS). Je schválený k použití po prvních projevech RS. Podává se podkožně injekcí a má zpomalovat postup nemoci a snižuje četnost atak. Jeho chemický vzorec je C908H1408N246O253S6.
Léky typu interferon beta mají na roztroušenou sklerózu příznivý vliv díky svým protizánětlivých vlastnostem. Studie ukázaly, že interferon beta zvyšuje integritu hematoencefalitické bariéry (HEB), která je u pacientů s RS více propustná, což umožňuje nežádoucím látkám přístup k mozku. Tyto studie byly prováděny in vitro, což neznamená, že lék musí fungovat úplně stejně i u lidí.
Nesmí být používán během těhotenství a u pacientů s poruchou jater. K léčbě RS je rovněž indikován tomuto léku blízký interferon beta-1a.